# Jacques de Prunelé
Le Comte Jacques de Prunelé est un cavalier français né le 21 juin 1876 à Estrées-Deniécourt et mort le 21 octobre 1957  à Nice. 

## Carrière
Jacques de Prunelé est un élève officier de cavalerie à l'École de Saint-Cyr lorsqu'il participe aux épreuves d'équitation aux Jeux olympiques de 1900 à Paris. Il remporte la médaille de bronze en saut en longueur sur Tolla.